# Kęstutis Lančinskas
Kęstutis Lančinskas (* 24. November 1967) ist ein litauischer Politiker und Polizist. Von 2016 bis 2019 war Missionsleiter der Beratenden Mission der Europäischen Union in der Ukraine. Seit 2021 ist er Vizeminister für Innen.

## Leben
Nach dem Abitur an der Mittelschule absolvierte Lančinskas 1992 das Diplomstudium der Rechtswissenschaften als Diplom-Jurist an der Vilniaus universitetas.
Ab Oktober 1990 arbeitete er als Vernehmer und ab Oktober 1991 als Inspektor im Polizeikommissariat Vilnius. Ab Juni 1992 war Lančinskas Inspektor der Kriminalpolizei Litauens.
Von 1992 bis 1998 arbeitete er am Außenministerium Litauens als erster Sekretär im diplomatischen Dienst Litauens. Im Oktober 1998 wurde er Polizeikommissar im Polizeidepartement am Innenministerium Litauens.
Von 1998 bis 2005 leitete Lančinskas den Dienst für internationale Zusammenarbeit und europäische Integration am Polizeidepartement des litauischen Innenministeriums, wo er auch für die Teilnahme Litauens an Friedenssicherungsmissionen und für den Beitritt Litauens zur Schengen-Zusammenarbeit zuständig war. 2005 wurde Lančinskas stellvertretender Chef der Polizei Litauens. Von 2009 bis 2016 leitete er die Polizei Vilnius. Am 7. Januar 2016 ernannte der Rat der Europäischen Union Lančinskas zum Missionsleiter der Beratenden Mission der Europäischen Union in der Ukraine. Am 1. Februar 2016 nahm Lančinskas als Nachfolger von Kalman Mizsei seine Arbeit in Kiew auf.
Von 2020 bis 2021 	war er Berater der Premierministerin Ingrida Šimonytė. Seit September 2021 ist er Vizeminister am Innenministerium Litauens, Stellvertreter von Agnė Bilotaitė im Kabinett Šimonytė.